# エレーナ・パルホメンコ
エレーナ・パルホメンコ（Yelena Parchomenko、女性、1982年9月11日 - ）は、アゼルバイジャンのバレーボール選手。ポジションはミドルブロッカー。アゼルバイジャン代表。

## 来歴
2003年、アゼルバイジャン代表に初選出される。2005年の欧州選手権で4位となった。2006年、ワールドグランプリ、世界選手権に出場した。

## 球歴
- 世界選手権 - 2006年
- 欧州選手権 - 2005年、2007年、2009年、2011年、2013年
- ワールドグランプリ - 2006年

## 受賞歴
- 2005年 - ワールドグランプリ2006欧州予選 ベストサーバー賞

## 所属クラブ
- Neftyag（1999-2000年）
- ロコモティフ・バクー（2000-2001年）
- アゼルレイル・バクー（2001-2007年）
- パドバ（2007年）
- アゼルレイル・バクー（2007-2009年）
- ロコモティフ・バクー（2009-2012年）
- アゼリョル・バクー（2012-）